# 비모드로네역
비모드로네역(이탈리아어: Vimodrone)은 비모드로네 코무네에 위치한 밀라노 지하철의 2호선의 역이다.

## 역사
비모드로네 역은 1968년 5월 5일에 문을 열었는데, 처음에는 밀라노-고르곤촐라 트램고속선의 정거장이었다. 1972년 12월 4일부터 본역이 소재한 카시나 고바 - 고르곤촐라 구간이 밀라노 지하철 2호선과 연결되었고 현재까지 지하철 2호선의 일부로 운영하고 있다.

## 역 구조

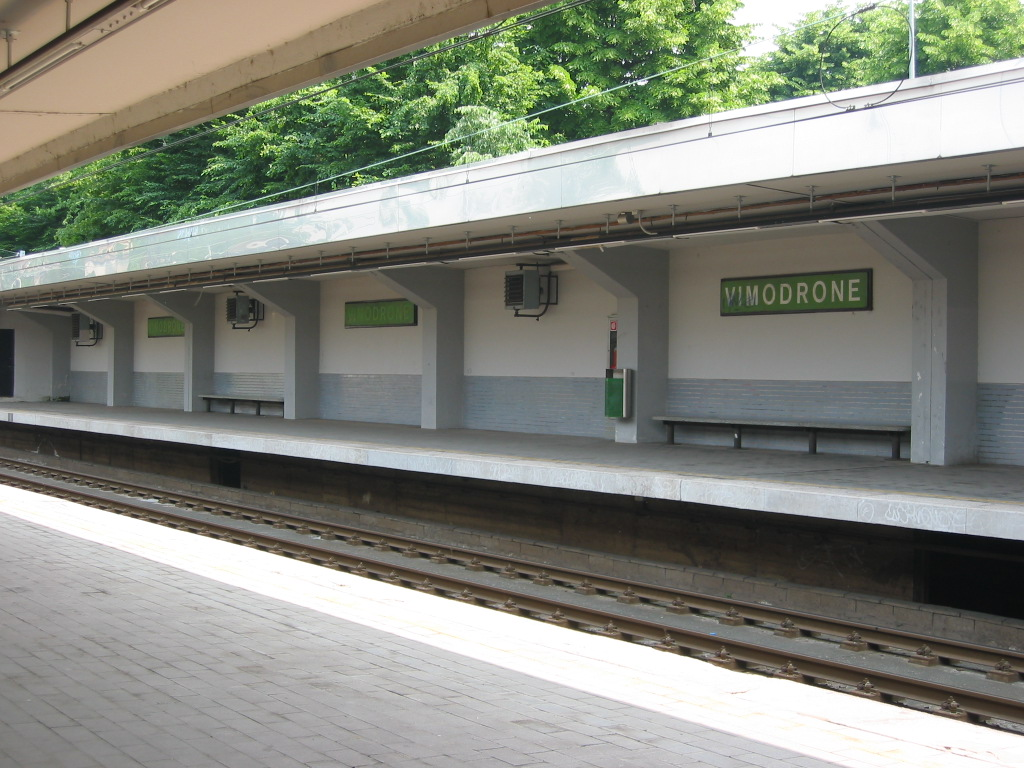
승강장의 모습

비모드로네 역은 지붕이 있는 두 승강장과 두 선로로 되어 있으며, 길이는 802m이다. 여객건물은 선로 양쪽에 있으며 승강장 서쪽 끝에 위치해 있다. 비모드로네 역은 북쪽으로 200m 가까이 방향을 바꾼 나빌리오 마르테사나 운하의 오랜 지층에 파인 해자에 지어졌다.

## 시설
이 역에는 다음과 같은 시설이 있다.
- 승차권 자동판매기
- 역 감시카메라
- 화장실
- 안내방송
- 신문 가판대
- 바, 담배 가게

## 환승
- 버스 정류장
- 주차장
- 실내 자전거 보관소

## 참고 서적
- Renzo Marini, Le ferrovie dell'Adda, in "Ingegneria Ferroviaria", Apr 1968, pp. 345–348.
- Giovanni Cornolò, Fuori porta in tram. Le tranvie extraurbane milanesi, Parma, Ermanno Arbertelli, 1980.